# Статутный город (Чехия)
Стату́тный го́род (чеш. statutární město) — статус чешского муниципалитета, присваиваемый с 1990 года специальным парламентским законом крупным городам, получающим специальный статус — городской устав, определяющий порядок самоуправления. При этом была возрождена практика, существовавшая в Австрийской империи с 1850 года и сохранявшаяся в независимой Чехословакии (только на территории современной Чехии) до установления социалистического строя в 1948 году (на момент упразднения статуса его имели Прага, Либерец, Пльзень, Брно, Оломоуц, Опава и Острава).
Является более высоким, чем просто статус города (чеш. město). В частности, статутный город возглавляется приматором (чеш. primátor), в отличие от остальных муниципалитетов, во главе которых стоит староста (чеш. starosta). Кроме того, статутный город может делиться на городские районы (чеш. městský obvod или чеш. městská část), в пользу которых перераспределяется часть полномочий городской администрации (тем не менее, в настоящее время лишь семь статутных городов, а также Прага, обладают таким делением). При этом сам статутный город обычно (за исключением Брно, Остравы и Пльзеня, самостоятельно образующих районы) входит административно в состав другого района (чеш. okres) страны. При этом он практически всегда является административным центром своего района (за исключением Гавиржова и Тршинеца).
Число статутных городов неоднократно расширялось. В настоящее время этим статусом обладает 26 городов страны (в том числе все города с численностью населения свыше 40 тыс. человек, а также с августа 2018 года Тршинец). Столица Чехии Прага, приравненная к краю, не включена в этот список официально, считаясь обладающей таким статусом «с незапамятных времён», однако по своему внутреннему устройству полностью идентична другим статутным городам.

## Список
| Название          | Численность населения | Площадь (км²) | Край                   | Статус с                |
| ----------------- | --------------------- | ------------- | ---------------------- | ----------------------- |
| Прага             | 1,243,201             | 496           | Прага                  | «с незапамятных времён» |
| Брно              | 377,508               | 230           | Южноморавский край     | 1990                    |
| Острава           | 295,653               | 214           | Моравскосилезский край | 1990                    |
| Пльзень           | 168,034               | 138           | Пльзеньский край       | 1990                    |
| Либерец           | 102,301               | 106           | Либерецкий край        | 1990                    |
| Оломоуц           | 99,489                | 103           | Оломоуцкий край        | 1990                    |
| Усти-над-Лабем    | 93,523                | 94            | Устецкий край          | 1990                    |
| Ческе-Будейовице  | 93,253                | 56            | Южночешский край       | 1990                    |
| Градец-Кралове    | 92,904                | 106           | Краловеградецкий край  | 1990                    |
| Пардубице         | 89,432                | 78            | Пардубицкий край       | 1990                    |
| Злин              | 75,278                | 119           | Злинский край          | 1990                    |
| Гавиржов          | 76,109                | 32            | Моравскосилезский край | 1990                    |
| Кладно            | 68,519                | 37            | Среднечешский край     | 2000                    |
| Мост              | 67,332                | 87            | Устецкий край          | 2000                    |
| Опава             | 57,931                | 91            | Моравскосилезский край | 1990                    |
| Фридек-Мистек     | 57,135                | 52            | Моравскосилезский край | 2006                    |
| Карвина           | 56,848                | 57            | Моравскосилезский край | 2003                    |
| Йиглава           | 50,510                | 79            | Высочина               | 2000                    |
| Дечин             | 50,104                | 118           | Устецкий край          | 2006                    |
| Теплице           | 50,024                | 24            | Устецкий край          | 2003                    |
| Карловы Вары      | 49,864                | 59            | Карловарский край      | 1990                    |
| Хомутов           | 49,185                | 29            | Устецкий край          | 2006                    |
| Пршеров           | 47,373                | 59            | Оломоуцкий край        | 2006                    |
| Яблонец-над-Нисоу | 45,453                | 31            | Либерецкий край        | 2012                    |
| Млада-Болеслав    | 44,272                | 29            | Среднечешский край     | 2003                    |
| Простейов         | 44,234                | 39            | Оломоуцкий край        | 2012                    |
| Тршинец           | 36,077                | 85            | Моравскосилезский край | 2018                    |

## В других странах
Статутные города (нем. Statutarstadt) существуют также в Австрии, где практика присвоения этого статуса, в отличие от Чехии, существовала непрерывно. В настоящее время статутными являются 15 городов, включая Вену. В Словакии с 1990 года городской статут и полномочия, аналогичные статутным городам Чехии, получили все города страны, в отличие от сельских муниципалитетов. В то же время два крупнейших города, Братислава и Кошице, фактически имеют более высокий статус, поскольку делятся на внутригородские районы (в то время как остальные города входят в состав районов вместе с соседними населёнными пунктами), а их администрация называется магистратом (словац. magistrát), а не городским управлением (словац. mestský úrad).